# Deuterocopus tengstroemi
Deuterocopus tengstroemi là một loài bướm đêm thuộc họ Pterophoridae. Nó được tìm thấy ở Java và Queensland.
Ấu trùng được ghi nhận ăn các loài Vitis quadrangularis.